# Forêt du Tévelave
La forêt du Tévelave est une forêt régionale de l'île de La Réunion, un département d'outre-mer français et une région ultrapériphérique dans le sud-ouest de l'océan Indien.

## Description
Elle est située dans les Hauts de la commune des Avirons en amont de son quartier appelé Le Tévelave, entre la ravine des Avirons à l'ouest et un rempart montagneux la séparant de la forêt des Makes à l'est. La forêt du Tévelave fait partie de la Forêt des Hauts sous le Vent ; elle constitue la principale tamarineraie naturelle de l’île et on peut y observer des spécimens centenaires remarquables.    